# Calligonum cancellatum
Calligonum cancellatum är en slideväxtart som beskrevs av G.E. Mattei. Calligonum cancellatum ingår i släktet Calligonum och familjen slideväxter. Inga underarter finns listade i Catalogue of Life.